# 聖索菲亞教堂 (奧赫里德)

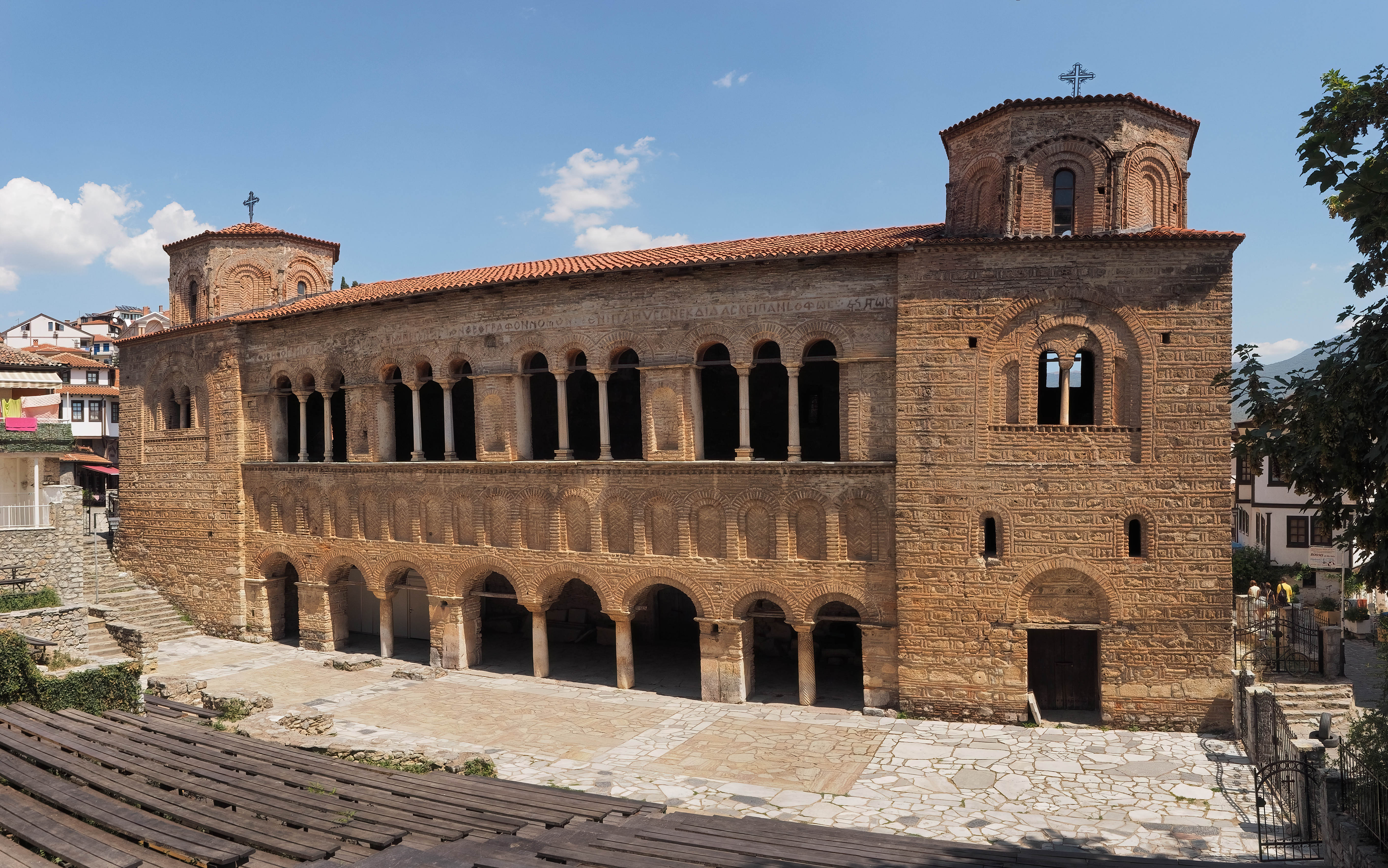

聖索菲亞教堂是位於北马其頓奧赫里德的一座教堂。
聖索菲亞教堂修建於第一保加利亞帝國時期。该教堂也被印刷在1000北馬其頓第納爾鈔票上。

## 外部連結
- Pictures of the Church

41°06′43.52″N 20°47′38.81″E / 41.1120889°N 20.7941139°E